# Syndiamesa lepnevae
Syndiamesa lepnevae är en tvåvingeart som först beskrevs av Lipina 1949.  Syndiamesa lepnevae ingår i släktet Syndiamesa och familjen fjädermyggor.
Artens utbredningsområde är Kazakstan. Inga underarter finns listade i Catalogue of Life.